# Dioscorea macvaughii
Dioscorea macvaughii är en enhjärtbladig växtart som beskrevs av Bernice Giduz Schubert. Dioscorea macvaughii ingår i släktet Dioscorea och familjen Dioscoreaceae. Inga underarter finns listade i Catalogue of Life.